# DP Весов
DP Весов (лат. DP Librae) — одиночная переменная звезда в созвездии Весов на расстоянии (вычисленном из значения параллакса) приблизительно 20046 световых лет (около 6146 парсеков) от Солнца. Видимая звёздная величина звезды — от +15,2m до +14,2m.

## Характеристики
DP Весов — пульсирующая переменная звезда типа RR Лиры (RR).